# Liste der Einträge im National Register of Historic Places im DeSoto County (Mississippi)

Lage des DeSoto Countys in Mississippi

Die Liste der Einträge im National Register of Historic Places im DeSoto County in Mississippi führt die Bauwerke und historischen Stätten im DeSoto County auf, die in das National Register of Historic Places aufgenommen wurden.
| [ 2 ] | Name                                             | Bild                                | Eintragsdatum        | Lage | Ort          | Beschreibung   |
| ----- | ------------------------------------------------ | ----------------------------------- | -------------------- | --- | ------------ | -------------- |
| 1     | Dockery House                                    |                                     | 2004 ID-Nr. 04000901 | 3831 Robertson Gin Road 34° 48′ 11″ N, 90° 0′ 38″ W                                                                | Hernando     | 1876 errichtet |
| 2     | Hernando Commerce Street Historic District       |                                     | 2001 ID-Nr. 01000918 | Entlang der Commerce Street und westlich der West Street South 34° 49′ 24,7″ N, 89° 59′ 49,6″ W                    | Hernando     |                |
| 3     | Hernando Courthouse Square District              | Hernando Courthouse Square District | 1998 ID-Nr. 98000185 | Abgegrenzt durch Caffey Street, West Commerce Street, Losher Street und MS 51 34° 49′ 23″ N, 89° 59′ 41″ W         | Hernando     |                |
| 4     | Hernando North Side Historic District            |                                     | 2001 ID-Nr. 01000916 | Nördlich der Holly Springs Street, östlich des US 51, westlich der Northview Street 34° 49′ 30″ N, 89° 59′ 32″ W   | Hernando     |                |
| 5     | Hernando South Side (Magnolia) Historic District |                                     | 2001 ID-Nr. 01000917 | Abgegrenzt durch Oak Grove Road, Magnolia Drive, West Center Street und Church Street 34° 49′ 12″ N, 89° 59′ 27″ W | Hernando     |                |
| 6     | Felix Labauve House                              |                                     | 1978 ID-Nr. 78003074 | 2769 Magnolia Drive 34° 49′ 11″ N, 89° 59′ 23″ W                                                                   | Hernando     | 1865 errichtet |
| 7     | Miller Plantation House                          |                                     | 1982 ID-Nr. 82004630 | Miller Road 34° 55′ 28″ N, 89° 46′ 45″ W                                                                           | Olive Branch | 1849 errichtet |
| 8     | North Elm Historic District                      |                                     | 2012 ID-Nr. 12000153 | Abgegrenzt durch North Street, West Robinson Street, Memphis Street und Holmes Road 34° 49′ 37″ N, 89° 59′ 53,2″ W | Hernando     |                |
| 9     | Robertson-Yates House                            |                                     | 2003 ID-Nr. 03000554 | 5000 Robertson Gin Road 34° 47′ 10″ N, 90° 1′ 23″ W                                                                | Hernando     | 1850 errichtet |
| 10    | Springhill Cemetery                              |                                     | 2012 ID-Nr. 12000430 | College Street und West Oak Grove Road 34° 48′ 59,4″ N, 90° 0′ 7,2″ W                                              | Hernando     |                |